# أزمة الشرعية

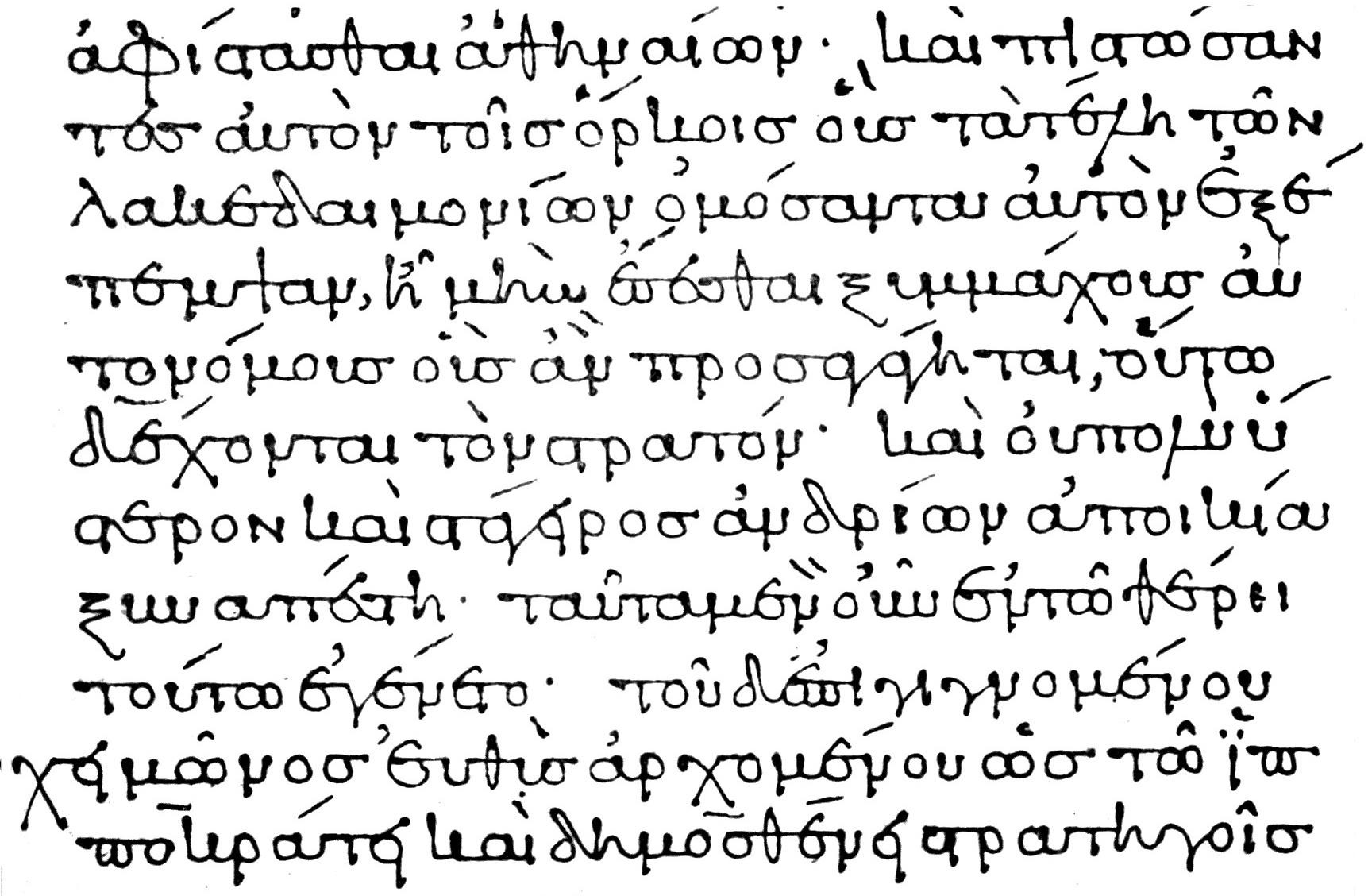

أزمة الشرعية، (بالإنجليزية: Legitimation crisis)، تشير أزمة الشرعية، إلى تراجع الثقة في الوظائف الإدارية، أو المؤسسات، أو القيادة.
ظهر المصطلح لأول مرة في عام 1973، من قبل يورغن هابرماس، عالم الاجتماع، والفيلسوف الألماني.
وسع هابرماس مفهومه، مدعيا أنه في ظل أزمة شرعية، لا تمتلك مؤسسة أو منظمة، القدرات الإدارية للحفاظ على أو إنشاء هياكل فعالة، في تحقيق أهدافها النهائية.
تم تعميم المصطلح نفسه من قبل علماء آخرين، للإشارة إلى المجال السياسي، وإلى الهياكل التنظيمية، والمؤسسية، أيضًا.
بينما لا يوجد إجماع بين علماء الاجتماع، على الادعاء بوجود أزمة شرعية، فإن الطريقة السائدة لقياس أزمة الشرعية، هي النظر في المواقف العامة تجاه المنظمة المعنية.
في العلوم السياسية، تحدث أزمة الشرعية عندما تستمر الهيكل التنظيمي في الاحتفاظ بالسلطة القانونية التي يتم من خلالها الحكم، ولكنها لا تكون قادرة على إظهار أن الوظائف العملية لها تفي بالأغراض التي تم تأسيسها من أجلها.
ويمكن أن يتم ربط ثلاث سمات بأزمة الشرعية.
1. التنافر السياسي: الموظفون الحكوميون يكونون مشغولين للغاية، ولا يكونون بالضرورة يدركون ما يطمحون إليه.
2. فقد الرغبة المؤسسية: لا يتسم الموظفون بالعناية فيما يتعلق بتلويث سمعة المؤسسة الحكومية بالقرارات التي يمكن النظر إليها على أنها أخطاء أو سيئة السمعة.
3. فقدان الثقة الشعبية. يبدأ الجمهور في فقد الثقة في أداء الحكومة لأدوارها بكفاءة وفاعلية.

## شرعية

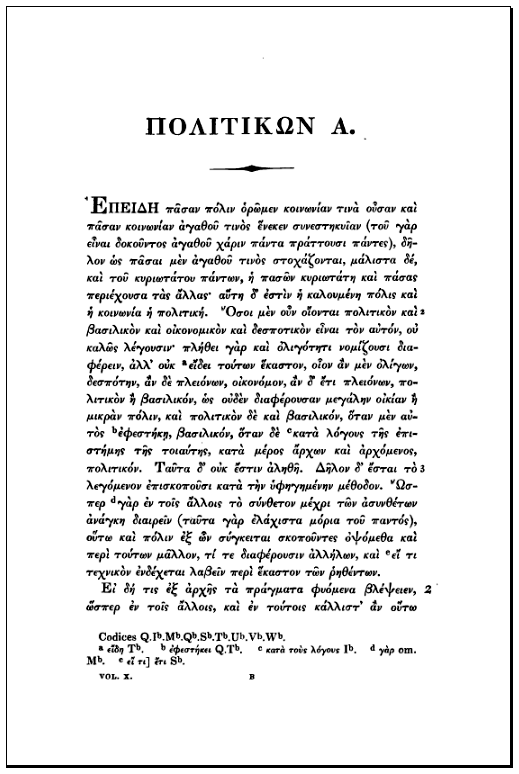
أرسطو: السياسة صفحة 1.

فيما يتعلق بالنظرية السياسية، يُنظر إلى الدولة، على أنها «شرعية سياسية» عندما يعاملها مواطنوها على أنها تمتلك السلطة السياسية، وتمارسها بشكل.
في حين أن المصطلح يستخدم أيضا، خارج النطاق السياسي، لأنه يشمل علم الاجتماع، والفلسفة، وعلم النفس، وغالبًا ما يشار إلى الشرعية، فيما يتعلق بالجهات الفاعلة، والمؤسسات، والنظام السياسي الذي تشكله.. بعبارة أخرى، يمكن اعتبار الفاعلين، والمؤسسات، والنظام الاجتماعي، إما شرعيًا أو غير شرعي.
عندما ينخرط الفاعلون السياسيون، في عملية الشرعية، فإنهم يسعون إلى الشرعية لأنفسهم، أو لمؤسسة أخرى. وفقًا لموريس زيلديتش الابن، أستاذ فخري لعلم الاجتماع في ستانفورد، فإن نظريات الشرعية، تمتد على مدى 24 قرنًا، بدءًا من تاريخ ثوقيديدِس، في حرب البيلوبونيسية.

## نظريات الشرعية

### أرسطو
تأتي بعض أقدم نظريات الشرعية، من الفكر اليوناني القديم. حيث اهتم أرسطو بشكل رئيسي باستقرار الحكومة. بينما جادل بأن شرعية الحكومة، تعتمد على الدستورية، والموافقة.. إلا أنه يفترض أن الاستقرار السياسي، يعتمد على العدالة التوزيعية.
في كتابه السياسة، يجادل أرسطو، بالطرق التي يتم من خلالها توزيع العدالة في السياسة، والعدالة التوزيعية (التخصيص المناسب للمكافآت حسب الجدارة) هو ما يجعل الحكومة مستقرة. فعندما يكون هناك ظلم توزيعي، تصبح الحكومة غير مستقرة. يهتم أرسطو أيضًا بالعدالة، والتمييز بين الدساتير، الصواب والخطأ، ويقوم على شرعية سيادة القانون، والموافقة الطوعية، والمصلحة العامة.

### جان جاك روسو
بمزيد من التفصيل في العقد الاجتماعي، يصر روسو، على أن شرعية الحكومة، تعتمد على «الإرادة العامة» لأعضائها. فالإرادة العامة نفسها، هي المصالح المشتركة لجميع المواطنين، لتوفير الصالح العام لجميع المواطنين، على عكس المصالح الفردية.
الأشخاص الذين يعبرون عن هذه الإرادة العامة، وفقًا لروسو، هم أولئك الذين دخلوا مجتمعًا مدنيًا بالتراضي. لكن الموافقة الضمنية ليست كافية للشرعية السياسية، بل يتطلب المشاركة الفعالة للمواطنين في تبرير قوانين الدولة، من خلال الإرادة العامة للشعب. لأن الشرعية تعتمد على الإرادة العامة للشعب، يعتقد روسو أن الحكم الجمهوري أو الشعبي شرعي، في حين أن الاستبداد غير شرعي.